# Kirchtal (Münsingen)
Kirchtal ist ein Viertel in Münsingen im Landkreis Reutlingen in Baden-Württemberg.
Die Landesregierung entschied am 18. Dezember 1989, 600 Wohneinheiten für Spätaussiedler aus der Sowjetunion zu bauen.
Münsingen mit ca. 11.800 Einwohnern wurde ausgewählt zur Ansiedlung von etwa 2.000 russischen oder kasachischen Migranten.
Der Großteil der Einwohner hat einen Migrantenhintergrund. Die russische Sprache ist geblieben und noch oft zu hören. Das Viertel liegt in Münsingen am Ortsrand, Richtung der Straße nach Trailfingen.
Seit über zehn Jahren wird im Jugendhaus Kickboxen angeboten. Titel wie Deutscher und Weltmeister wurden im Jugendbereich erreicht.